# Cycas inermis
Cycas inermis Lour., 1793 è una pianta appartenente alla famiglia delle Cycadaceae, endemica del Vietnam.

## Descrizione
È una cicade con fusto eretto, alto sino a 1,5-4 m e con diametro di 8-14 cm.
Le foglie, pennate, lunghe 220-300 cm, sono disposte a corona all'apice del fusto e sono rette da un picciolo lungo 65-80 cm; ogni foglia è composta da 130-230 paia di foglioline lanceolate, con margine intero/dentato, lunghe mediamente 29-35 cm, di colore verde scuro, inserite sul rachide con un angolo 60-80°.
È una specie dioica con esemplari maschili che presentano microsporofilli disposti a formare strobili terminali di forma ovoidali, lunghi 12 cm e larghi 8 cm ed esemplari femminili con macrosporofilli che si trovano in gran numero nella parte sommitale del fusto, con l'aspetto di foglie pennate che racchiudono gli ovuli, in numero di 4.
I semi sono oblunghi, lunghi 50-60 mm, ricoperti da un tegumento di colore arancione.

## Distribuzione e habitat
È diffusa nelle zone costali del sud e centro Vietnam.

Abbastanza comune nelle foreste semidecidue e sempreverdi su zone piatte o elevate; prospera, inoltre, su substrati granitici, vulcanico-metamorfici o vulcanico-basaltici.

## Conservazione
La IUCN Red List classifica C. inermis come specie vulnerabile.

La specie è inserita nella Appendice  della Convention on International Trade of Endangered Species (CITES)